# 2802 Вейселл
2802 Вейселл (2802 Weisell) — астероїд головного поясу, відкритий 19 січня 1939 року.
Тіссеранів параметр щодо Юпітера — 3,185.